# Towarzystwo Opieki nad Oświęcimiem
Towarzystwo Opieki nad Oświęcimiem – organizacja pozarządowa z siedzibą w Oświęcimiu, na terenie Państwowego Muzeum Auschwitz-Birkenau, powołana w 1983 r. przez byłych polskich więźniów politycznych KL Auschwitz. Posiada dziesięć oddziałów. Misją Towarzystwa jest opieka nad byłym nazistowskim obozem zagłady Auschwitz-Birkenau oraz działania zmierzające do utrwalenia pamięci o tym obozie i innych obozach, zakładanych w okupowanej Polsce przez nazistowskie Niemcy. Towarzystwo opiekuje się byłymi więźniami KL Auschwitz-Birkenau, prowadzi działalność oświatowo-popularyzatorską, współpracuje z Państwowym Muzeum Auschwitz-Birkenau. W „Biuletynie Towarzystwa Opieki nad Oświęcimiem” (pierwszy numer ukazał się w styczniu 1987 r.) publikowane są m.in. prace historyków Muzeum, np. :
Adam Cyra
- Raport Witolda. (W:) Biuletyn Towarzystwa Opieki nad Oświęcimiem 1991 nr 12, s. 5-71.
- W obcym mundurze (W:) Biuletyn Towarzystwa Opieki nad Oświęcimiem 2007 nr 49, s. 42-45
- Ludobójca (W:) Biuletyn Towarzystwa Opieki nad Oświęcimiem 2007 nr 50, s. 15-21
- Spadochron, colt i KL Auschwitz (W:) Biuletyn Towarzystwa Opieki nad Oświęcimiem 2007 nr 50, s. 28-39.
- Tajemnice Auschwitz (W:) Biuletyn Towarzystwa Opieki nad Oświęcimiem 2007 nr 50, s. 174-183.
- Bokser i śmierć (W:) Biuletyn Towarzystwa Opieki nad Oświęcimiem 2007 nr 51, s. 38-44.
- Karna kompania w bloku nr 11 (W:) Biuletyn Towarzystwa Opieki nad Oświęcimiem 2007 nr 51, s. 47-53.
- Kompania wychowawcza w bloku nr 11 (W:) Biuletyn Towarzystwa Opieki nad Oświęcimiem 2007 nr 51, s. 44-46.
- Egzekucja w Olkuszu w dniu 3 marca 1942 r. (W:) Biuletyn Towarzystwa Opieki nad Oświęcimiem 2010 nr 55, s. 58-60.

Jerzy Dębski
- Sportowcy Wisły Kraków i Wisły Zakopane w KL Auschwitz-Birkenau 1940 – 1945. (W:) Biuletyn Towarzystwa Opieki nad Oświęcimiem 2007 nr 51, s. 63-77 (skrót).

Bohdan Piętka
- „Sprawa Stanisławy Olewnik i żydowskiej rodziny Mławskich w świetle akt gestapo ciechanowskiego”, „Biuletyn Towarzystwa Opieki nad Oświęcimiem” nr 54, Oświęcim 2008, s. 49-53.
- „Kpt. Franciszek Jabłonka (1913-1943)”, „Biuletyn Towarzystwa Opieki nad Oświęcimiem” nr 57, Oświęcim 2011, s. 36-37.
- „Henryk Bartosiewicz – bohater polskiej konspiracji wojskowej w KL Auschwitz”, „Biuletyn Towarzystwa Opieki nad Oświęcimiem” nr 57, Oświęcim 2011, s. 31-35.
- „Adelajda Sawicka – więźniarka z Białegostoku”, „Biuletyn Towarzystwa Opieki nad Oświęcimiem” nr 57, Oświęcim 2011, s. 29-30.

Franciszek Piper
- Bunt więźniów Sonderkommando w obozie koncentracyjnym Oświęcim-Brzezinka w październiku 1944. (W:) Biuletyn Towarzystwa Opieki nad Oświęcimiem, Warszawa 1988 nr 4, s. 34-41.

Piotr Setkiewicz
- Egzekucja ‘Plastyków’ w KL Auschwitz 27 maja 1942 roku. (W:) Biuletyn Towarzystwa Opieki nad Oświęcimiem, 1992 nr 15, s. 10-19.

Andrzej Strzelecki
- Historia wciąż żywa. (W:) Biuletyn Towarzystwa Opieki nad Oświęcimiem 1997 nr 32, s. 34-59.
- Zacieranie przez SS śladów dokonanych zbrodni w KL Auschwitz-Birkenau. (W:) Biuletyn Towarzystwa Opieki nad Oświęcimiem 1988 nr 5, s. 41-45.

Henryk Świebocki
- Podziemie w KL Auschwitz (Jeszcze raz o ruchu oporu). (W:) Biuletyn Towarzystwa Opieki nad Oświęcimiem, 1997 nr 32, s. 7-27.
- Ruch oporu w KL Auschwitz i jego zasługi dla udostępnienia prawdy o Holocauście. (W:) Biuletyn Towarzystwa Opieki nad Oświęcimiem. Katowice 1993 nr 18 (wydanie specjalne), s. 139-152.
- Sprawozdania uciekinierów z KL Auschwitz sporządzone w czasie wojny. (W:) Biuletyn Towarzystwa Opieki nad Oświęcimiem, 1995 nr 25, s. 32-38; w j. niemieckim: Während des Krieges verfaßte Berichte von Flüchtlingen aus dem KL Auschwitz. In: Memento Auschwitz. Sonderheft. Gesellschaft zur Betreung von Auschwitz, 1998. S 95-104.